# Universitäts- und Landesbibliothek Bonn

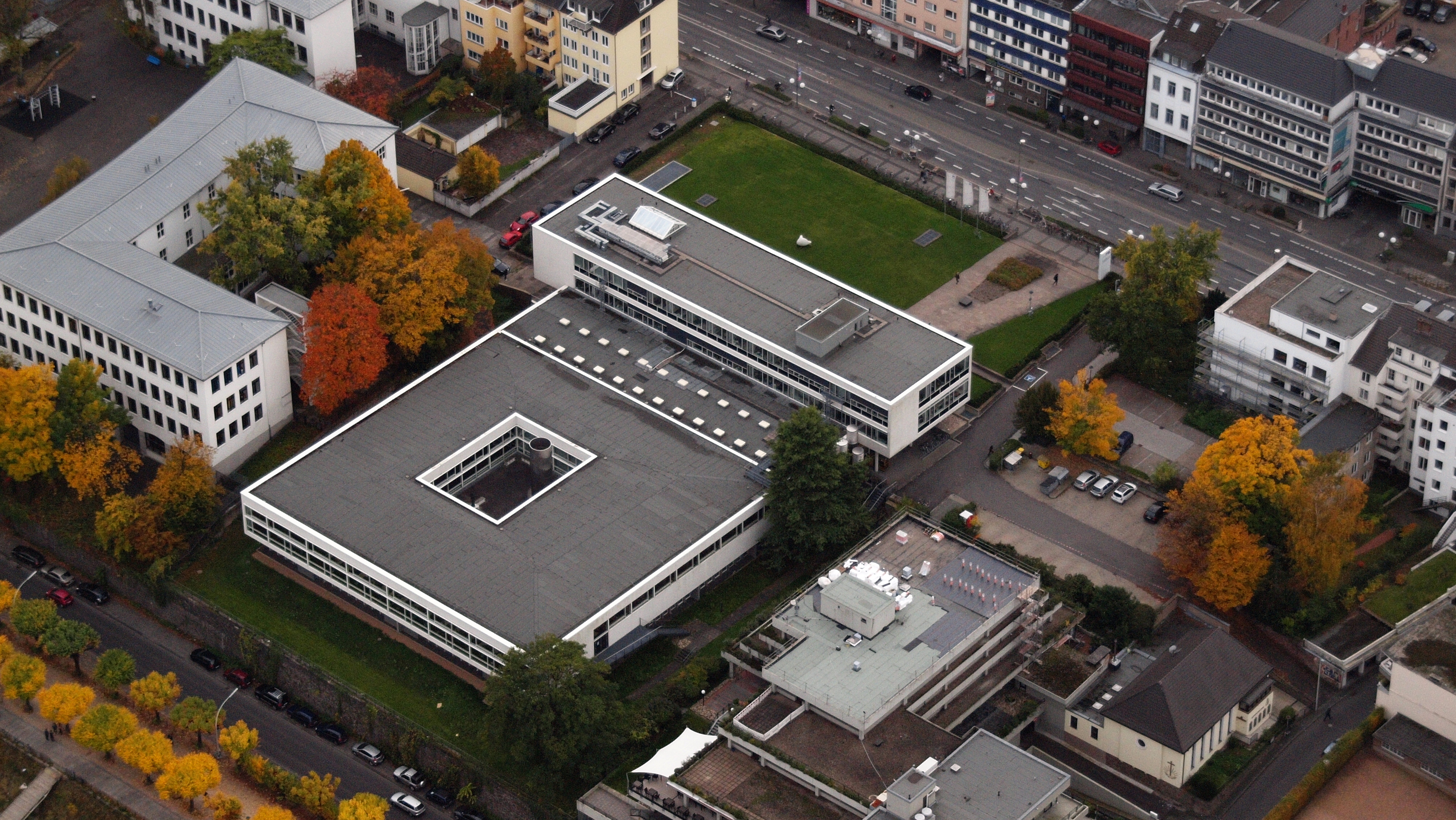
Universitäts- und Landesbibliothek Bonn, Luftaufnahme (2015)

Die Universitäts- und Landesbibliothek Bonn (ULB Bonn) ist die zentrale Universitäts- und Archivbibliothek der Rheinischen Friedrich-Wilhelms-Universität Bonn. Die Universitäts- und Landesbibliothek gliedert sich in eine Hauptbibliothek in der Adenauerallee (Südstadt, ) sowie einer Abteilungsbibliothek für die Bereiche Medizin, Naturwissenschaften und Landbau in der Friedrich-Hirzebruch-Allee (Poppelsdorf, ). Zusammengenommen liegt der Bestand bei über zwei Millionen Buch- und Zeitschriftenbänden. Des Weiteren sind der ULB zahlreiche Institutsbibliotheken unterschiedlicher Größe zugeordnet. Ein Teil des Hauptbibliothek-Bestands ist in ein Ausweichmagazin in Castell ausgelagert.

## Geschichte

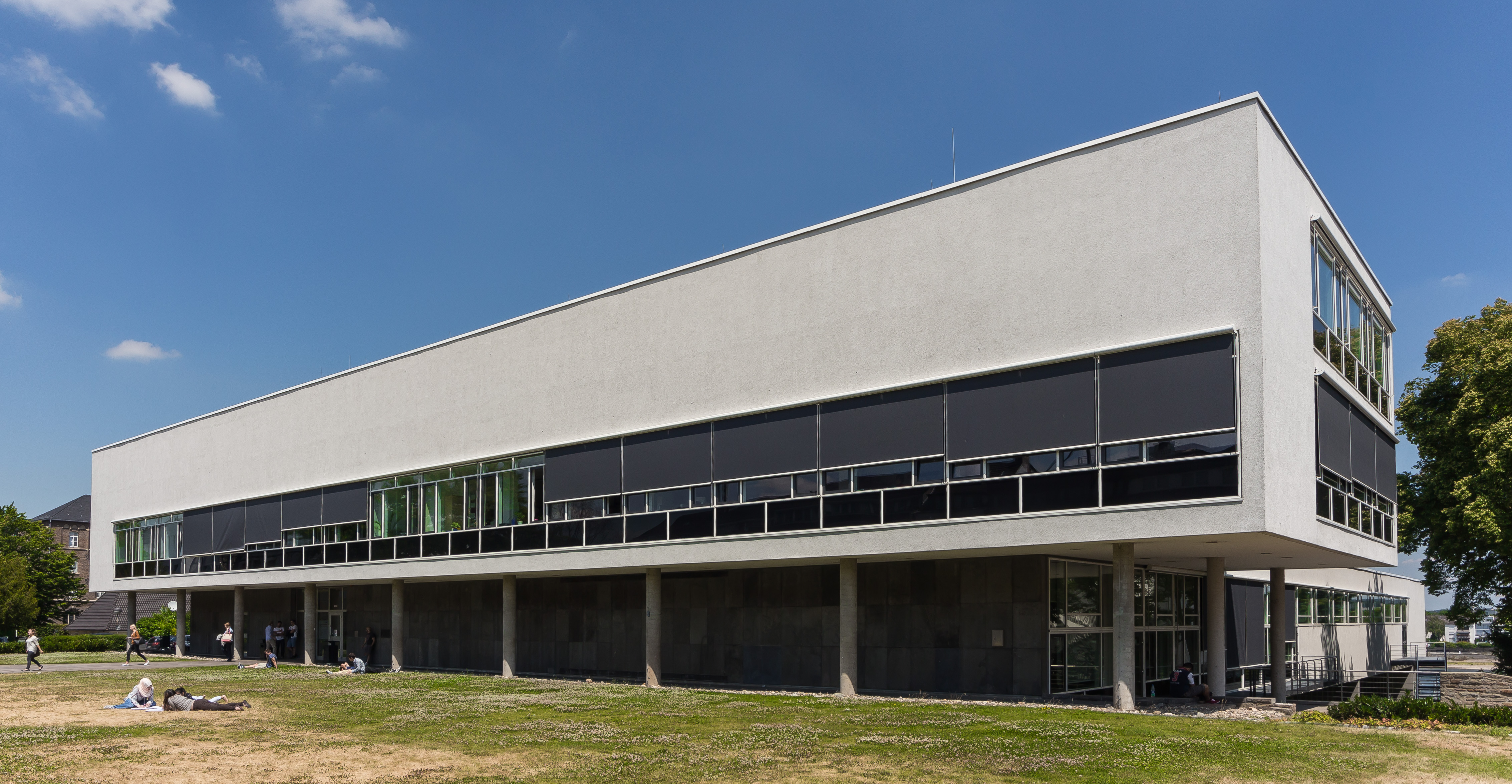
Gebäude der Hauptbibliothek

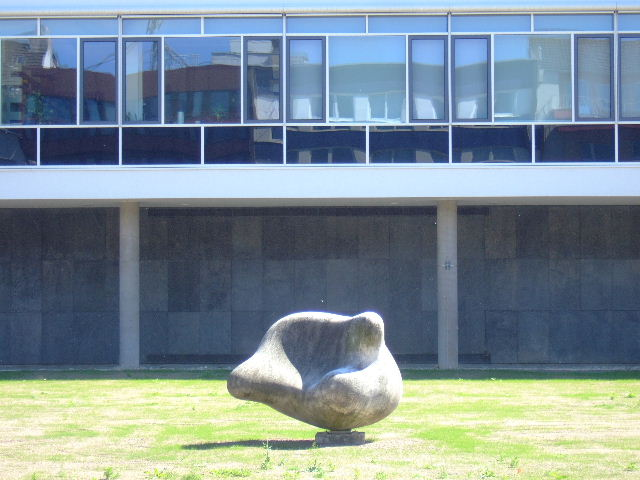
Wolkenschale von Hans Arp

Die Universitätsbibliothek Bonn geht – ebenso wie die Universität Bonn – auf eine preußische Gründung aus dem Jahre 1818 zurück. Ihren Sitz erhielt sie im ehemaligen kurfürstlichen Schloss, dem Hauptgebäude der Universität. Bonn besaß zu dieser Zeit keinerlei bibliothekarische Vorläufereinrichtungen. Den Grundstock der Bibliothek stellten damals etwa 6000 Bände der aufgehobenen Universitätsbibliothek Duisburg, über 2000 Bände aus der aufgelösten Rechtsschule Wetzlar sowie einige erworbene Privatbibliotheken. Unter der Leitung des ersten Oberbibliothekars Friedrich Gottlieb Welcker, der von 1819 bis 1854 im Amt war, wuchsen die Bestände rasch. Als Friedrich Ritschl seine Nachfolge antrat, umfasste die Bibliothek mehr als 115.000 Bände.
Unter Wilhelm Erman (1901–1920) wurden wichtige Reformen der Bibliotheksorganisation vorgenommen. So führte er Individualsignaturen ein und schuf einen alphabetischen Zettelkatalog, der erstmals alle Bestandsgruppen umfasste und nach den Preußischen Instruktionen geordnet war.
Bis in die 1940er Jahre wuchs der Bestand auf über 600.000 Bände an. Während eines verheerenden Bombenangriffs am 18. Oktober 1944 wurden knapp 200.000 Bände vernichtet. Von den Verlusten betroffen waren vor allem diejenigen Abteilungen, auf die man auch im sechsten Kriegsjahr nicht glaubte verzichten zu können und die man daher nicht ausgelagert hatte. Von den bibliothekarischen Arbeitsinstrumenten blieb nur der alphabetische Katalog erhalten.
Die Nachkriegsjahre unter dem Direktor Karl Lelbach (1946–1951) waren geprägt durch die Rückführung der auf diverse Standorte verteilten ausgelagerten Bestände und die Wiederaufnahme des Bibliotheksbetriebs, zunächst in provisorischen Räumlichkeiten in der Landwirtschaftlichen Fakultät in Poppelsdorf, dann im Universitätshauptgebäude und im gegenüber liegenden ehemaligen Bankhaus Schaaffhausen. Lelbach traf bibliothekarisch wichtige Entscheidungen, wie die Aufstellung der Neuzugänge nach dem Numerus Currens und die Anlage neuer Sachkataloge.
In den Folgejahren sind große Bestandszuwächse zu verzeichnen, auch durch Wiederaufbaumittel und Geschenke. In den Jahren 1949 bis 1960 wurden 230.000 Bände erworben, die nur unzureichend in wenig geeigneten Magazinräumen untergebracht werden konnten.
Unter Viktor Burr (1951–1968) wurde der lange angestrebte eigenständige Bibliotheksbau an der Adenauerallee realisiert. Der von Fritz Bornemann unter Beteiligung von Pierre Vago entworfene Neubau wurde im Oktober 1960 bezogen. Prägend für das Gebäude sind klare Gliederung und Transparenz. Attraktiv ist vor allem der große Lesesaal mit Blick auf den Rhein. Der Baustil erinnert an die Villa Savoye in Poissy. Die Gestaltung der Gartenanlagen lag in den Händen von Heinrich Raderschall. Seit 2000 steht das Gebäude als Baudenkmal unter Denkmalschutz; in den Jahren 1999 bis 2008 wurde es umfassend saniert und um ein Tiefmagazin erweitert.
Die Literatur zu den naturwissenschaftlichen, landbauwissenschaftlichen und medizinischen Fächern ist in der Zweigstelle in Poppelsdorf untergebracht, in unmittelbarer Nähe der entsprechenden Institute. Der Neubau der Zweigbibliothek wurde 1983 in Betrieb genommen und beherbergt seitdem auch die nationale Schwerpunktbibliothek für Landbauwissenschaften, heute Teil von ZB MED – Leibniz-Informationszentrum Lebenswissenschaften.
Oberbibliothekare bzw. Direktorinnen und Direktoren der Universitätsbibliothek Bonn:
- Friedrich Gottlieb Welcker (1819–1854)
- Friedrich Wilhelm Ritschl (1854–1865)
- Jacob Bernays (1866–1881)
- Carl Schaarschmidt (1881–1901)
- Josef Staender (1901–1907)
- Wilhelm Erman (1907–1920)
- Erich von Rath (1921–1942)
- Paul Otto (1942–1945, kommissarisch)
- Karl Lelbach (1945–1951)
- Viktor Burr (1951–1968)
- Otto Wenig (1968–1970, kommissarisch)
- Hartwig Lohse (1970–1991)
- Peter Rau (1991–1999)
- Renate Vogt (2000–2016)
- Ulrich Meyer-Doerpinghaus (seit 2017)

## Bibliothekssystem der Universität
Aus den zunächst unbedeutenden Büchersammlungen der Institute und Seminare entwickelten sich ab Ende des 19. Jahrhunderts selbständige Bibliotheken, die vornehmlich den Forschungsinteressen der Professoren dienten. Die Anzahl der dezentralen Bibliotheken und deren Bestände wuchsen kontinuierlich an. Ende des 20. Jahrhunderts gab es 160 Einrichtungen unterschiedlicher Größe, die zusammen 3,7 Mio. Bände umfassten.
Als Ergebnis mehrerer Projekte zur räumlichen und organisatorischen Integration kleinerer Bibliotheken und zur Auflösung entbehrlicher Einrichtungen konnte die Zahl der Standorte auf 56 reduziert werden, deren Bestände – bis auf geringe Reste – im elektronischen Katalog der Universität nachgewiesen sind. Die Lizenzierung elektronischer Inhalte und das Zeitschriftenmanagement sind zentrale Aufgaben der ULB. Über Campuslizenzen haben die Mitglieder der Universität Zugriff auf rund 25.000 elektronische Zeitschriften und eine stetig wachsende Zahl von E-Books.

## Bestand
Die ULB erwirbt Literatur vorrangig für die Forschenden, Lehrenden und Studierenden an der Universität Bonn, nimmt aber auch überregionale Aufgaben wahr. Der jährliche Zugang liegt bei rund 30.000 Bänden.

### Handschriften, Historische Drucke und Sammlungen
Trotz der erheblichen Verluste im Zweiten Weltkrieg besitzt die ULB Bonn rund 190.000 Werke, die vor 1850 erschienen sind, davon 1312 Inkunabeln und etwa 50.000 Werke aus dem Zeitraum 1501 bis 1799. Unter den Sammlungen sind besonders hervorzuheben die Bibliotheken des Prinzen Georg von Preußen, des Rechtsgelehrten Karl Friedrich von Savigny, des Orientalisten Heinrich Goussen und des Soziologen und Politikers Ralf Dahrendorf.
Der Handschriftenbestand umfasst 485 abendländische und 272 orientalische Manuskripte. Die 174 mittelalterlichen Buchhandschriften werden ergänzt durch eine Sammlung von Handschriftenfragmenten.
Nachlässe bilden heute den Schwerpunkt der handschriftlichen Materialien. Die ULB besitzt 109 Voll- und Teilnachlässe, insbesondere von Wissenschaftlern der Bonner Universität. Zu den bedeutendsten und benutzungsintensivsten Nachlässen zählen die des Romanisten Ernst Robert Curtius, des Mathematikers Felix Hausdorff sowie des Philosophen Erich Rothacker.

### Pflichtexemplare
Eine Kabinettsorder König Friedrich Wilhelms III. vom 28. Dezember 1824 machte die Universitätsbibliothek Bonn zur Pflichtexemplarbibliothek für die preußische Rheinprovinz. Seither sammelt und dokumentiert sie die Veröffentlichungen des rheinischen Verlagsbuchhandels. Schon 1821 hatte das preußische Innenministerium die Sammlung der amtlichen Mitteilungen der rheinischen Regierungsbezirke angeordnet. Beide Aufträge bilden das Fundament einer Sammlung, die heute 570.000 Bände umfasst. Das ursprünglich die gesamte preußische Rheinprovinz umfassende Einzugsgebiet verkleinerte sich 1946 auf den rheinischen Landesteil im neu geschaffenen Bundesland Nordrhein-Westfalen. Mit dem Pflichtexemplargesetz von 1993 erhielt die Universitätsbibliothek Bonn den Titel „Universitäts- und Landesbibliothek“ und ist seitdem geographisch nur noch für den Regierungsbezirk Köln zuständig. Die Novellierung des Pflichtexemplargesetzes vom 29. Januar 2013 brachte als wesentliche Neuerung die Ausweitung des Sammelauftrags auf elektronische Netzpublikationen.

### Fachinformationsdienst Romanistik
Die besondere Berücksichtigung romanistischer Literatur in der Erwerbung, auch über Tauschbeziehungen mit französischen Universitäten, geht zurück bis ins 19. Jahrhundert. Als die Deutsche Forschungsgemeinschaft (DFG) 1949 das System der Sondersammelgebiete ins Leben rief, erhielt die UB Bonn deshalb die Zuständigkeit für die allgemeine Romanistik sowie die französische und italienische Sprache und Literatur. Mit Förderung durch die DFG hat die ULB bis heute einen Spezialbestand von mehr als 250.000 Bänden aufgebaut, den sie im Rahmen der überregionalen Literaturversorgung den Forschenden in Deutschland zur Verfügung stellt.
Seit 2016 baut die ULB in Kooperation mit der Staats- und Universitätsbibliothek Hamburg den Fachinformationsdienst Romanistik auf. Neben der Bereitstellung von analogen und digitalen Medien und deren vertiefter inhaltlicher Erschließung werden spezielle Serviceangebote für die Wissenschaftler entwickelt, wie Beratungs- und Unterstützungsangebote zum Umgang mit Forschungsdaten und zum Publizieren im Open Access.

### Digitale Sammlungen
Seit 2009 digitalisiert die ULB Bonn urheberrechtsfreie Sammlungen und Einzelwerke aus dem eigenen Bestand, um sie allen Interessenten leicht zugänglich zu machen und neue Forschungsansätze zu ermöglichen. Berücksichtigt werden vorrangig Werke mit einem Bezug zur Universität und Region Bonn. Einen besonderen Schwerpunkt bildet die Digitalisierung Rheinischer Zeitungen.

## Berühmte Werke
Die Universitäts- und Landesbibliothek ist im Besitz besonderer alter Werke:
- Astronomicum Caesareum von Peter Apian[3]

## Sonstiges
2019 gelang durch die Vermittlung von Sotheby’s London die Restitution von 645 zum Teil seltenen und wertvollen Schriften aus belgischem Privatbesitz, die in der Nachkriegszeit aus einem Depot in Bonn-Gronau entwendet worden waren. Am 11. April desselben Jahres feierte die ULB in einem Festakt die Rückkehr der Bücher – nicht zuletzt, um international die Öffentlichkeit und den einschlägigen Handel auf die noch bestehenden Verluste aufmerksam zu machen.